# Pluto Fast Flyby
Pluto Fast Flyby — первый детальный проект автоматической межпланетной станции специально для изучения Плутона. Космический аппарат должен был быть запущен в 2000 году и достичь Плутона к 2010 году, однако проект был отменён из-за отсутствия финансирования. Pluto Fast Flyby был предназначен для изучения поверхности Плутона и его атмосферы. В число инструментов Pluto Fast Flyby входили камера для съёмок в видимом свете, инфракрасный спектрометр, ультрафиолетовый спектрометр, и радиопередатчик для отправки полученных результатов на Землю. Pluto Fast Flyby должен был совершить облёт вокруг Плутона. Позже был запланирован аналогичный проект изучения Плутона Pluto Kuiper Express, реализованный в проекте Новые горизонты.